# Molinezja żaglopłetwa
Molinezja żaglopłetwa (Poecilia velifera) – słodkowodna ryba akwariowa z rzędu karpieńcokształtnych (Cyprinodontiformes) i rodziny piękniczkowatych.

## Charakterystyka

### Występowanie
Meksyk (Półwysep Jukatan)

### Wielkość
Samiec do 15 cm długości, samica do 18 cm.

### Wygląd
Płetwa odbytowa samców jest przekształcona w gonopodium. Płetwa grzbietowa jest kształtem zbliżona do prostokąta, długość jej podstawy jest większa (mniej więcej dwukrotnie) od wysokości. Płetwa ogonowa jest duża, u ryb tzw. odmiany księżycowej charakteryzuje się lirowatym wydłużeniem górnych i dolnych promieni. W obrębie tego gatunku wyhodowano mutacje pstre, albinotyczne, pomarańczowe i czarne (tzw. Black Molly), o normalnych lub lirowatych płetwach ogonowych. Samice są mniej barwne niż samce.

### Pokarm
Żywe larwy komarów: ochotka i wodzień, mniejsze żywe dafnie, również narybek. Mrożone serce wołowe, mrożona ochotka i mrożony wodzień. Pokarmy płatkowe roślinne i suszone dafnie. Można również podawać zmrożone i posiekane dżdżownice. Niezbędny dostęp do pokarmu roślinnego (patrz: spirulina, mrożony szpinak), rybka zjada chętnie glony oczyszczając akwarium.

### Rozmnażanie
Jeżeli są dogodne warunki w akwarium molinezje bardzo łatwo się rozmnaża. Są one jajożyworodne, czyli narybek rodzi się dobrze rozwinięty, gotowy do pływania po zbiorniku i poszukiwania w nim pokarmu. Aby nastąpiło zapłodnienie potrzebny jest samiec i samica. Samca łatwo jest rozpoznać po gonopodium. Dorosła samica może urodzić nawet od 30 do 80 młodych molinezji. Przed porodem warto przenieść samicę do osobnego zbiornika lub tzw. kotnika (prostokątnej klatki pływającej po akwarium po powierzchni wody) aby nie został zjedzony narybek.